# بون آبيتى
بون آبيتى (Bon Appétit)، هي مجلة طعام وترفيه، أمريكية شهرية. تحتوي عادةً على وصفات طعام، وأفكار ترفيهية، وتوصيات مطاعم، وتقييمات النبيذ. تملك شركة كوندي ناست (Condé Nast) هذه المجلة، ويقع مقرها الرئيسي في مركز التجارة العالمي 1 في منهاتن، في ولاية نيويورك، وكانت تُنشر منذ عام 1956. لُوحظ توسع المجلة إلكترونيًا خلال السنوات السابقة، من خلال مواقع التواصل الاجتماعي، ونشر وصفات الطعام على موقعها الخاص، والمحافظة على قناة اليوتيوب الشهيرة التابعة لها.

## تاريخ
بدأت بون آبيتى عام 1956 بتوزيعها بمثابة هدية في متجر كحول، وأُصُدرت مرتين في شهر ديسمبر من العام نفسه في مدينة شيكاغو. كان يديرها السيد فرانك جونز من مدينة كنساس في ولاية ميسوري عام 1965. كان جونز مالك، ومحرر، وناشر المجلة حتى عام 1970، عندما باع المجلة لشركة بيلزبوري (Pillsbury)، والتي بدورها باعت المجلة لشركة كناب للاتصالات عام 1975. بقي جونز محرر المجلة في أثناء كلا التغييرين. كانت شركة كناب تملك وتنشر مجلة ارتجيتكتر داي جست (Architectural Digest)، والتي كانت تحررها بايج رينس. وظف جونز رينس  لتعيد هيكلة بون آبيتى. فحولتها من مجرد مجلة مجانية إلى مجلة شهرية ومدفوعة الاشتراك، كما تُعرف اليوم. أصبحت رينس رئيسة التحرير عام 1976. واشترت دار كوندي نيست للنشر، المالك الحالي لمجلة بون آبيتى، كناب للاتصالات عام 1993. وكانت تُنشر مجلة جورميت إلى جانب شقيقتها بون آبيتى، إلى حين توقفها في أكتوبر 2009.
نُقل مقر المجلة الرئيسي من لوس انجلوس إلى نيويورك في أوائل عام 2011. وشمل النقل كذلك، باربرا فيرجايلد، محررة المجلة منذ عام 2000.
ثم خلفها المحرر آدم رابوبورت، الذي شغل وظيفة محرر النمط في مجلة جي كيو التابعة لكوندي ناست. وقبل الانضمام إلى مجلة جي كيو، كان رابوبورت مسؤولاً عن تحرير قسم المطاعم في مجلة تايم أوت نيويورك، وعَمل كذلك محررًا وكاتبًا في دار النشر التابعة لمؤسسة جيمس بيرد.
في عام 2011، نشرت بون آبيتى حملة «بايت مي» الإعلامية، والتي قُدرت ميزانيتها، متضمنةً الدعايات المطبوعة عبر الإنترنت، ولوحات إعلانات الشوارع، والملصقات، إضافةً إلى بطاقات اليانصيب، ب 500,000$. جاءت هذه الحملة بعد «تراجع بالأداء» تبع إيقاف مجلة جورميت الشقيقة عام 2009، حينما التفت عدد من قراءها لبون آبيتى. وخلال الفترة ذاتها، ازدهرت مجلات طعام أخرى، مثل: افري داي ويث رايتشل رايEvery Day) With Rachael Ray)، ومجلة فود نتورك (Food Network Magazine). باعت بون آبيتى 632 إعلانًا عام 2012، والذي شكل زيادةً بنسبة 1% من مبيعات إعلانات عام 2009 التي بلغت 652 إعلانًا، ولكنه عُد أيضًا هبوطًا بنسبة 27% في المبيعات مقارنةً بمبيعات عام 2008 التي بلغت 867 إعلان. وأعلنت كوندي ناست عن تسجيلها 1,452,953 اشتراكًا مدفوعًا، ونشر 88,516 نسخة عام 2012 في أواخر شهر نوفمبر 2012.  وقد كان متوسط أعمار جمهورها 48.4، وتؤلف الإناث 74% منهم.
في أغسطس 2014، وحدت كوندي ناست بون آبيتى مع مجلة ابكيوريوس في منصة طعام رقمية واحدة تديرها، نائبة رئيس المجلة وناشرتها، باميلا ديركر مان، وعُين آدم رابوبورت مدير تحرير ابكيوريوس.
لُوحظ توسيع بون آبيتى وجودها على شبكة الإنترنت من خلال الاستعانة بوسائل التواصل الاجتماعي، وموقعها الرسمي، وقناتها على اليوتيوب. منذ 2018 وحتى 2019، شهدت بون آبيتى زيادة بنسبة 40% من عائدات أرباح الفيديوهات، وكذلك زيادة 64% في اشتراكات القنوات الرقمية، مثل: الدعايات المدفوعة في وسائل الاعلام، والبودكاست، والرسائل الإخبارية. وقد عملت الشركة على زيادة شعبية قنوات اليوتيوب والبث المباشر التابعة لبون آبيتى لتعزيز جمهور قراء المجلة.  وشملت هذه الطريقة نسخة شهر نوفمبر 2019، التي تضمنت ثماني أغلفة، تُظهر موظفي بون آبيتى تيست كيتشن (Bon Appétit Test Kitchen) على القنوات. وقد زاد الاهتمام الإعلامي أيضًا، بعد أن اُعجبت العديد من الشركات بعلاقة الصلة بين مضيفي البرامج والجماهير. وكان من بين هذه الشركات: (Goose Island Beer، وThe Mushroom Council، وMitsubishi، وKerrygold، وGlossie).

### ادعاءات العنصرية وتداعياتها (2020)
في 8 يونيو 2020، استقال آدم رابوبورت عن منصب رئيس التحرير، عقب نشر تامي تيكليماريام، كاتب وصفات الطعام والنبيذ، عبر حسابه على تويتر، صورًا تُظهر آدم وهو يتنمر على أصحاب البشرة السمراء، ما أشعل انتقادات واسعة الانتشار. اُنتقد آدم أيضًا، بعد أن اتهمت محررة الطعام، سوهلة الويلي، المجلة بممارسة التمييز العنصري تجاه الموظفين المنحدرين من أعراق مختلفة، مدعيةً بأنهم يتلقون أجور أقل من نظرائهم من غير الأقليات. في حين حازت اماندا شابيرو على منصب رئيسة التحرير المؤقتة. وفي مقابلة لبيزنس إنسايدر، كشفت مساعدة رابوبورت السابقة، رايان والكر هارتسهورن، صاحبة البشرة السمراء، عن عدم تلقيها زيادة في الراتب رغم عملها في المجلة نحو ثلاث سنوات، وتعرضها للعديد من التعليقات والاعتداءات العنصرية. وقد وافقها العديد من الموظفين من ذوي البشرة السمراء، قائلين أنه كان هناك «ثقافة سامة تتسم بالاعتداء والإقصاء العنصري» في المجلة. اضطر مات دوكر، نائب رئيس المجلة ورئيس البرمجة  ومسؤول نمط الحياة فيها، للاعتذار ثم تقديم استقالته بعد ظهور تغريدات سابقة له وصِفت بالعنصرية، وكذلك ظهور ادعاءات عن كونه متورطًا أو مسؤولاً مباشرًا عن تباين الأجور في الشركة. وفي أغسطس 2020، عقب شهرين من الإخفاق، أعلن عدد من العاملين في ذا تيست كيتشن أنهم لن يصوروا فيديوهات لقناة بون آبيتى على اليوتيوب؛ لعدم حل المشاكل في شركة كوندي ناست للترفيه. بالإضافة إلى استقالة كل من والكر هارتسهورن وجيس سباركس، وهما المحرران الوحيدان من ذوي البشرة السمراء في بون آبيتى، في اليوم نفسه. وقد عُينت داون ديفيس، امرأة سمراء، رئيسة التحرير الجديدة في 27 أغسطس، وفُعل قرار تعينيها في 2 نوفمبر 2020. وقد جاء هذا القرار بعد إعلان سونيا تشوبرا المحررة التنفيذية الجديدة، وماركوس ساميلسون مستشار العلامة التجارية والمحرر الضيف للمجلة.  